# Ehretia australis
Ehretia australis är en strävbladig växtart som beskrevs av J. S. Mill. Ehretia australis ingår i släktet Ehretia och familjen strävbladiga växter. Inga underarter finns listade i Catalogue of Life.